# جمعية كشافة غانا
جمعية كشافة غانا هي جمعية الكشافة الوطنية في غانا. تأسست الحركة الكشفية في جولد كوست التي كانت مستعمرة بريطانية في عام 1911 وأصبحت عضوا في المنظمة العالمية للحركة الكشفية في عام 1960. وتضم الجمعية 3919 عضوا اعتبارا من عام 2011. وفي عام 2007، كان رئيس كشافة الرئيس جون أجيكوم كوفور.
وتشارك الكشافة في العديد من مشاريع خدمة المجتمع. معظم هذه المشاريع تتم في المناطق الريفية حيث تنظم الكشافة الشعب للمساعدة في هذه المشاريع. بعض من هذه المشاريع هي بناء المراكز الصحية والمدارس والمياه النظيفة.
وتشارك الكشافة أيضا في الزراعة، وغرس الأشجار، والمساعدة في تشغيل محطات تربية